# União Revolucionária para a Solidariedade Internacionalista
A União Revolucionária para a Solidariedade Internacionalista (em grego:  Επαναστατικός Σύνδεσμος Διεθνιστικής Αλληλεγγύης, abreviado como ΕΣΔΑ; em inglês:  Revolutionary Union for Internationalist Solidarity, RUIS) é uma unidade militar anarquista, parte do Batalhão Internacional da Liberdade envolvido na Guerra Civil Síria. Foi fundada em 2015 e é composta principalmente por voluntários gregos. Em 2017, as autoridades gregas estimaram a dimensão do grupo em cinco ou seis.

## História

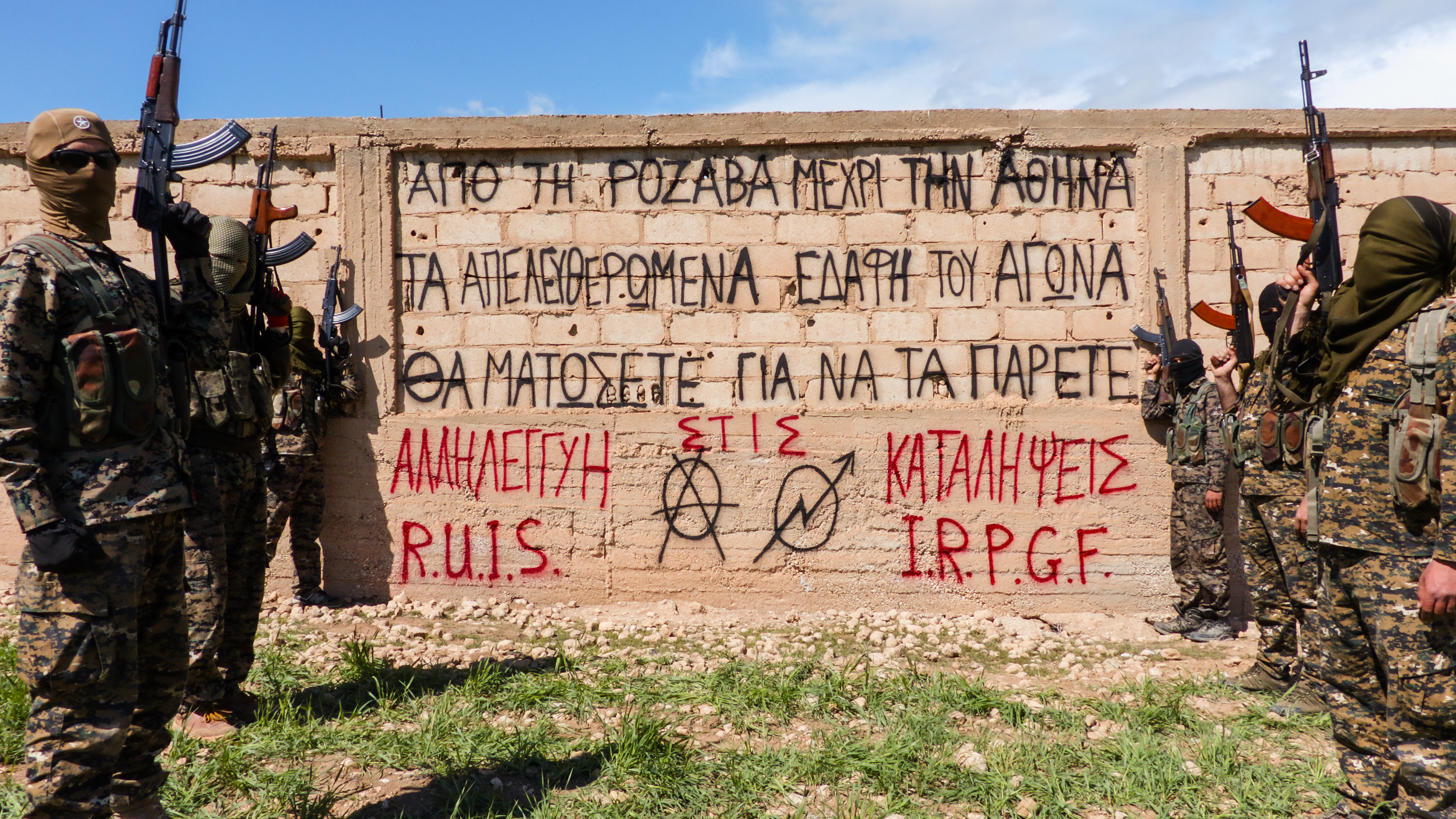
Membros da RUIS em Rojava

O grupo lançou um comunicado através do Centro de Mídia Independente anunciando sua fundação, o comunicado foi datado de abril de 2015. Nesse comunicado, a organização afirma que são anarquistas internacionalistas gregos que vêm a Rojava em resposta ao apelo de voluntários do MLKP feito em janeiro, para formar uma brigada internacionalista para defender a Revolução de Rojava, junto com o YPG e YPJ, contra os Estado Islâmico do Iraque e do Levante. São um dos primeiros ex-membros do Batalhão Internacional da Liberdade com o MLKP, das Forças Unidas de Libertação, TIKKO e do espanhol Reconstrucción Comunista.
Em entrevista à RUIS, obtida pelo portal alternativo Apatris.info em janeiro de 2016, um integrante do grupo explica que a União Revolucionária para a Solidariedade Internacionalista “é uma organização que luta pela revolução social mundial”. A mesma entrevista revela que seus participantes são anarcocomunistas e anarquistas da Grécia. Ele sugere que, em conjunto, o grupo visa a solidariedade efetiva no campo dos conflitos armados internacionais. Ele também afirma que eles lutam ao lado das classes oprimidas pela libertação social e "contra a dominação dos Estados e do Capital" denotando uma posição anticapitalista radical. E acrescenta que “a solidariedade efetiva deve ter características de luta social em todos os pontos do conflito, rompendo os limites da tirania, opressão e exploração”.
No dia 3 de abril de 2017, o grupo reapareceu nas redes sociais por ocasião de uma campanha de solidariedade com o movimento anarquista de Atenas, lançada através do Twitter pelas Forças Guerrilheiras Internacionais e Revolucionárias do Povo (IRPGF). O fato chamou a atenção de diversos meios de comunicação gregos, enviando suas mensagens inclusive aos serviços de segurança e inteligência do Estado, que manifestaram à imprensa suas preocupações quanto ao retorno dos combatentes ao país.
Em fevereiro de 2018, o combatente islandês da RUIS e MLKP Haukur Hilmarsson foi morto em combate enquanto lutava contra a operação militar turca em Afrin.

## Ideologia
O grupo é baseado nos ideais do anarcocomunismo, também chamado de comunismo libertário, uma grande tendência filosófica e econômica dentro do anarquismo cujos principais expoentes foram Carlo Cafiero, Piotr Kropotkin, Errico Malatesta, Nestor Makhno, entre outros. O grupo também pode ser classificado como especifista.[carece de fontes?] Apesar de ser uma organização de tendência especifista, defende a unidade da esquerda e a convivência com diferentes movimentos proletários como o marxismo-leninismo.
A RUIS foi a primeira unidade anarquista a se juntar ao Batalhão Internacional da Liberdade, sucedido pelo IRPGF, mas antes deste último, a unidade anarquista vegana turca Sosyal Isyan (Rebelião Social) das Forças Unidas de Libertação já fazia parte.